# Persone di nome Ramon
| Questa pagina contiene informazioni ricavate automaticamente dalle voci biografiche con l'ausilio del template Bio e di un bot. L'aggiornamento è periodico e automatico e ricostruisce completamente la pagina. Se manca una persona in questa lista, sei pregato di non aggiungerla, ma accertati piuttosto che la sua voce biografica contenga il template Bio e che i dati anagrafici siano correttamente compilati. Se il template Bio manca, inseriscilo tu stesso o, in alternativa, metti l'avviso {{tmp\|Bio}} che ne segnala la mancanza. Se i dati riportati sono sbagliati, correggi direttamente la voce biografica; le modifiche saranno visibili in questa lista entro pochi giorni. Per chiarimenti vedi il progetto antroponimi. La lista contiene solo le 58 persone che sono citate nell'enciclopedia e per le quali è stato implementato correttamente il template Bio. Pagina aggiornata al 6 mag 2025. |

Questa è una lista di persone presenti nell'enciclopedia che hanno il nome Ramon, suddivise per attività principale.

## Allenatori di calcio(3)
- Ramon Menezes, allenatore di calcio e ex calciatore brasiliano (Contagem, n. 1972)
- Ramón Otoniel Olivas, allenatore di calcio nicaraguense (Estelí, n. 1968)
- Ramon Tribulietx, allenatore di calcio e ex calciatore spagnolo (Barcellona, n. 1972)

## Anarchici(1)
- Ramon Vila Capdevila, anarchico, partigiano e guerrigliero spagnolo (Peguera, n. 1908 - Rajadell, † 1963)

## Architetti(1)
- Ramon Reventós, architetto spagnolo (Barcellona, n. 1892 - † 1976)

## Assassini seriali(1)
- Ramon Berloso, serial killer italiano (Farra d'Isonzo, n. 1975 - Udine, † 2010)

## Attivisti(1)
- Ramon Sugranyes i de Franch, attivista spagnolo (Capellades, n. 1911 - Capellades, † 2011)

## Attori(2)
- Ramon Bieri, attore statunitense (Windsor, n. 1929 - Woodland Hills, † 2001)
- Ramon Tikaram, attore e doppiatore britannico (Singapore, n. 1967)

## Avvocati(1)
- Ray Hnatyshyn, avvocato e politico canadese (Saskatoon, n. 1934 - Ottawa, † 2002)

## Calciatori(18)
- Ramon Cecchini, calciatore svizzero (Winterthur, n. 1990)
- Ramon Djamali, ex calciatore francese (n. 1975)
- Ramon Filippini, calciatore svedese (Malmö, n. 1928 - † 2008)
- Ramon van Haaren, ex calciatore olandese (Waalwijk, n. 1972)
- Ramon Hendriks, calciatore olandese (Hendrik-Ido-Ambacht, n. 2001)
- Ramon Leeuwin, ex calciatore olandese (Amsterdam, n. 1987)
- Ramon Lopes, calciatore brasiliano (Belo Horizonte, n. 1989)
- Ramon Pascal Lundqvist, calciatore svedese (Algutsrum, n. 1997)
- Ramon Menezes Roma, calciatore brasiliano (Feira de Santana, n. 1995)
- Ramon Moraldo, ex calciatore trinidadiano (Port of Spain, n. 1951)
- Ramon de Morais Motta, ex calciatore brasiliano (Cachoeiro de Itapemirim, n. 1988)
- Ramon Machado de Macedo, calciatore brasiliano (Carbonita, n. 1991)
- Ramon Ramos Lima, calciatore brasiliano (São João de Meriti, n. 2001)
- Ramon Sealy, calciatore britannico (n. 1991)
- Ramon Vega, ex calciatore svizzero (Olten, n. 1971)
- Ray Wilson, calciatore e allenatore di calcio inglese (Shirebrook, n. 1934 - Huddersfield, † 2018)
- Ramon Zomer, ex calciatore olandese (Almelo, n. 1983)
- Ramon Rodrigo de Carvalho, calciatore brasiliano (Limeira, n. 1997)

## Canottieri(1)
- Ramon di Clemente, ex canottiere sudafricano (n. 1975)

## Cestisti(4)
- Ramon Dyer, ex cestista statunitense (Baton Rouge, n. 1984)
- Ramon Galloway, cestista statunitense (Filadelfia, n. 1991)
- Ramon Harris, cestista statunitense (Anchorage, n. 1988)
- Ramon Sessions, ex cestista statunitense (Myrtle Beach, n. 1986)

## Ciclisti su strada(1)
- Ramon Sinkeldam, ex ciclista su strada e ex ciclocrossista olandese (Wormer, n. 1989)

## Generali(1)
- Ramon de Cardona, generale spagnolo

## Giocatori di calcio a 5(1)
- Ramon Bueno Ardite, giocatore di calcio a 5 brasiliano (San Paolo, n. 1984)

## Giocatori di football americano(2)
- Ramon Harewood, giocatore di football americano barbadiano (Saint Michael, n. 1987)
- Ramon Martire, giocatore di football americano brasiliano

## Imprenditori(2)
- Ramon Ang, imprenditore filippino (Manila, n. 1954)
- Ramon Cojuangco, imprenditore filippino (Manila, n. 1924 - Makati, † 1984)

## Militari(2)
- Ramon Muntaner, militare e scrittore (Peralada, n. 1265 - isola di Eivissa, † 1336)
- Ramon Perellos y Roccaful, militare spagnolo (Valencia, n. 1635 - La Valletta, † 1720)

## Poeti(1)
- Ramon Picó i Campamar, poeta spagnolo (Pollença, n. 1848 - Barcellona, † 1916)

## Politici(3)
- Ramon Mantovani, politico italiano (Manresa, n. 1955)
- Ramon Mitra Jr., politico, diplomatico e attivista filippino (Puerto Princesa, n. 1928 - Makati, † 2000)
- Ramon Tremosa, politico spagnolo (Barcellona, n. 1965)

## Sciatori alpini(2)
- Ramon Zenhäusern, sciatore alpino svizzero (Bürchen, n. 1992)
- Ramon Zürcher, ex sciatore alpino svizzero (n. 1991)

## Scrittori(1)
- Ramon Solsona i Sancho, scrittore e pubblicista spagnolo (Barcellona, n. 1950)

## Storici(1)
- Ramon d'Abadal i de Vinyals, storiografo spagnolo (Vic, n. 1888 - Barcellona, † 1970)

## Thaiboxer(1)
- Ramon Dekkers, thaiboxer olandese (Breda, n. 1969 - Breda, † 2013)

## Trovatori(1)
- Ramon de Rosselló, trovatore francese

## Velocisti(2)
- Ramon Gittens, velocista barbadiano (Bridgetown, n. 1987)
- Ramon Miller, velocista bahamense (Nassau, n. 1987)

## Vescovi cattolici(3)
- Ramón Malla Call, vescovo cattolico spagnolo (La Seu d'Urgell, n. 1922 - Lleida, † 2014)
- Ramon de Marimon, vescovo cattolico spagnolo (Barcellona, n. 1679 - Vic, † 1744)
- Ramon Strauch Vidal, vescovo cattolico spagnolo (Tarragona, n. 1760 - Vic, † 1823)

## Senza attività specificata(1)
- Ramon Despuig, spagnolo (Palma di Maiorca, n. 1670 - Malta, † 1741)